# Jezioro Czyste (Pojezierze Choszczeńskie)
Jezioro Czyste (niem. Tief See) – jezioro rynnowe w Polsce, położone w województwie zachodniopomorskim, w powiecie choszczeńskim, w gminie Krzęcin.
Akwen leży na Pojezierzu Choszczeńskim, około 1 km na północny zachód od miejscowości Krzęcin.